# Pedro Tafur

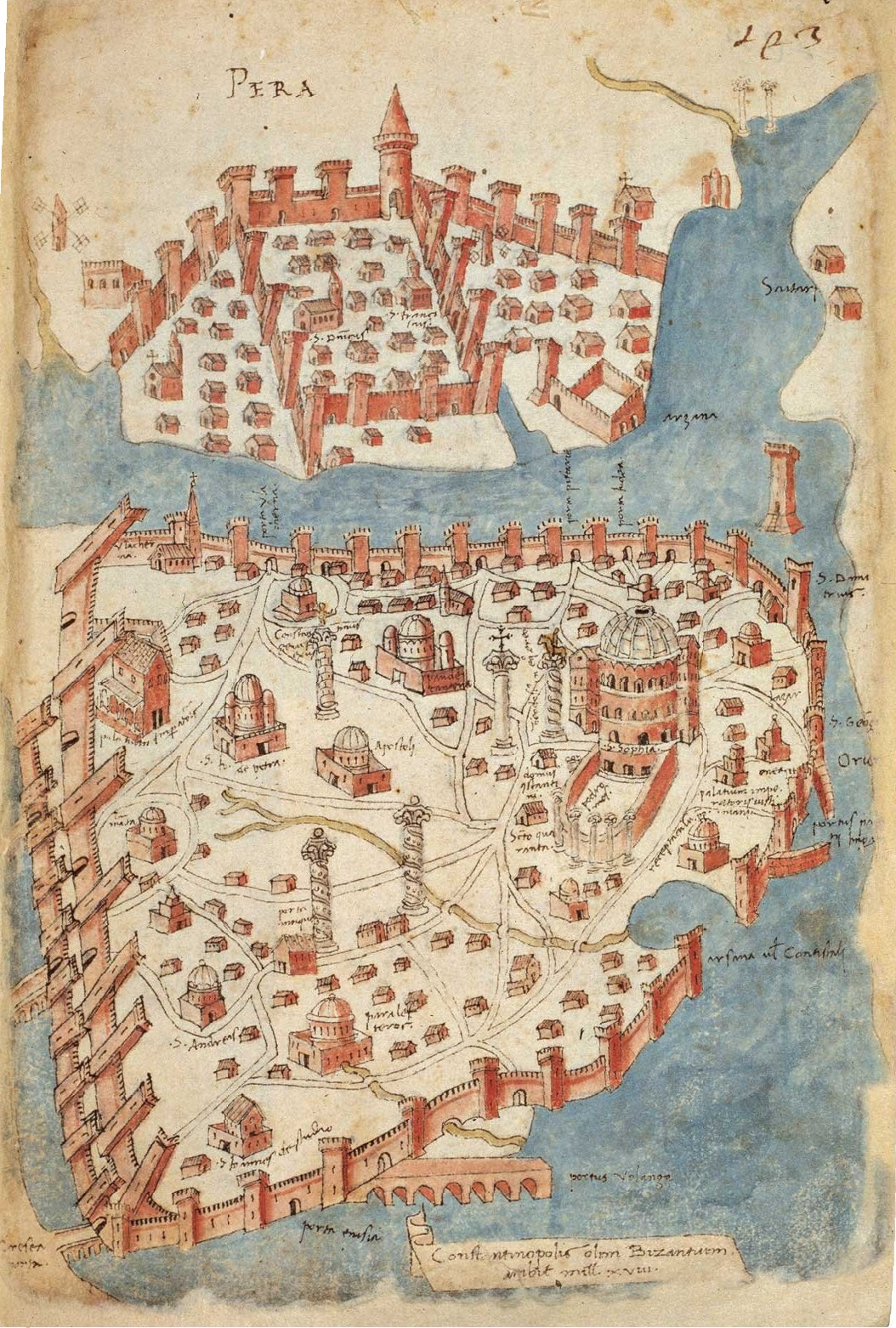
Mapa de Constantinoble de 1420s-1430s.

Pedro Tafur (Sevilla, circa 1405/1409-c. 1480) va ser un viatger i escriptor castellà, va ostentar el càrrec de veinticuatro de la seva ciutat natal, conegut per la seva obra Aventures i viatges, escrita cap a 1454, en la qual relata un periple realitzat entre 1436 i 1439 per gran part d'Europa (Estrasburg, Brussel·les, Magúncia, Bohèmia, Viena, Venècia, Suïssa, Hongria) i altres llocs del Mediterrani, com Creta, Rodes, Xipre, Quíos, Egipte i Orient Pròxim (de Terra Santa fins a Esmirna, Trebisonda i Crimea, entrevistant-se amb el sultà de l'Imperi Otomà Murat II), incloent Roma i Constantinoble (Imperi Romà d'Orient), poc abans de la seva caiguda en mans islàmiques, on va establir contacte amb Joan VIII Paleòleg, de qui Tafur es considerava parent.

## Biografia
Segons el propi Pedro Tafur, ell era «castellà natural de Sevilla», i tot i que els seus primers editors el van considerar cordovès, és la tesi més acceptada pels estudiosos segons declara Pérez Priego en la seva edició crítica de 2009.

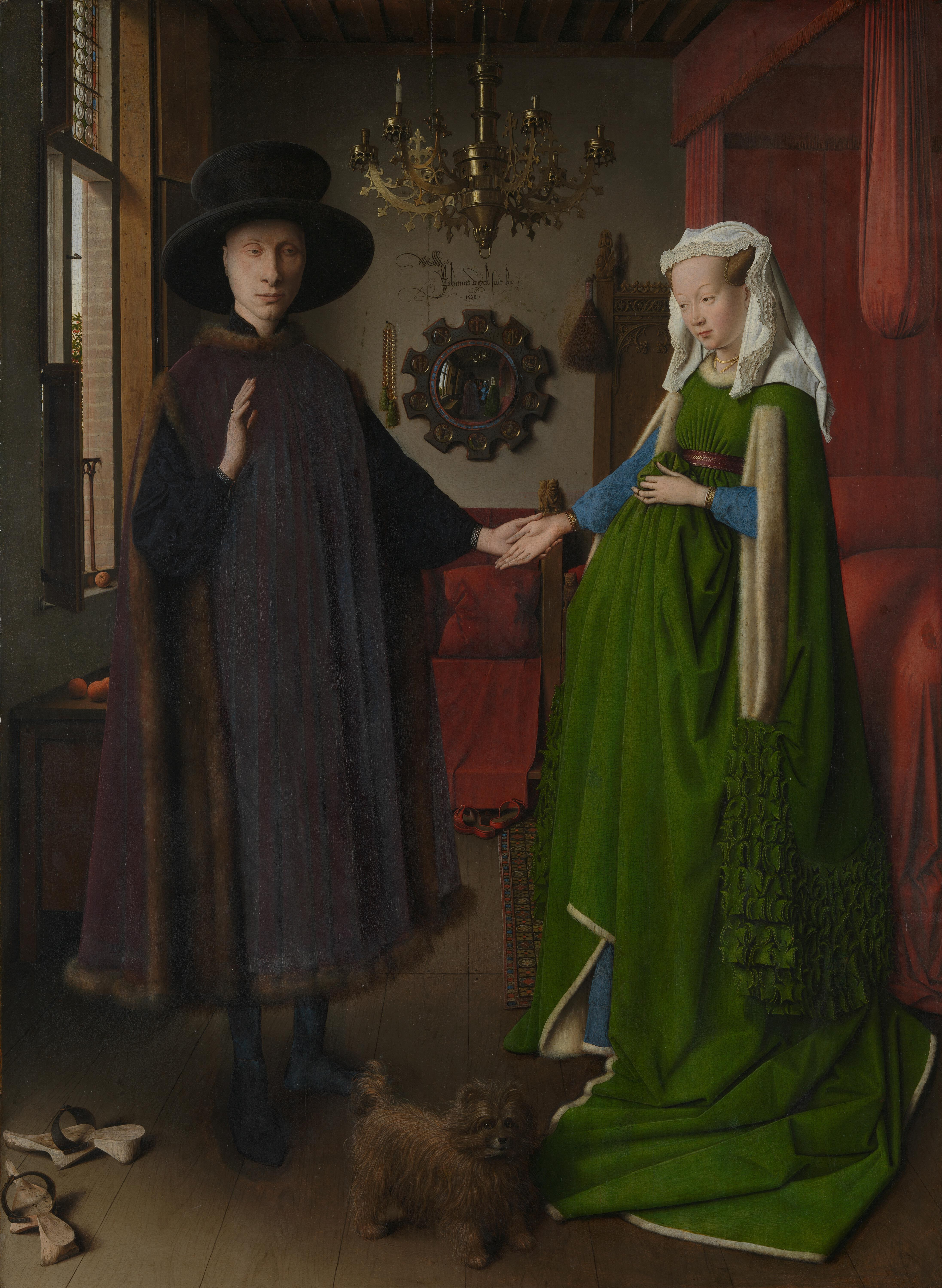
Bruixes va ser una de les ciutats que va visitar Pedro Tafur en 1438. Pocs anys abans (1434) havia pintat allí Jan Van Eyck el seu conegut Retrato dels esposos Arnolfini.

La seva vida es va desenvolupar entre l'alta noblesa del segle xv. Va ser criat a la casa de Luis González de Guzmán, net del rei Enric II de Castella i maestre de l'Orde de Calatrava, relacionant-se personalment amb Joan II de Castella. Allí va mantenir relació amb Fernando de Guzmán, futur comanador de Calatrava a qui va dedicar les seves Aventures i viajes. Sota les banderes del rei castellà va combatre cap el 1430 a la frontera de Jaén contra el Regne de Granada. Va arribar a ser nomenat veinticuatro de la ciutat de Sevilla.
Va començar el seu viatge a la tardor de 1436, després de lluitar en el setge de Gibraltar a les ordres del comte de Niebla Enrique Pérez de Guzmán i va tornar en la primavera de 1439, després de la seva trobada a Florència amb el papa Eugeni IV a començaments d'aquest any. Va recórrer tres continents desitjós de conèixer món i viure aventures, segons ell mateix explica. Pel camí va participar en batalles, va conèixer els sants llocs i fins i tot va realitzar labors diplomàtiques. Al seu retorn es va casar amb Juana de Horozco amb la que va tenir tres fills, i potser n'havia tingut d'altres d'un anterior matrimoni amb Francisca de Aguayo, entre els quals es coneix a Constança Tafur. Va fixar la seva residència a Còrdova, amb tres esclaus portats de Caffa al seu servei.
Més d'una dècada més tard, cap el 1454, va escriure un llibre titulat Tractado de las andanças e viajes (inèdit fins al 1874), que és un dels pocs exemples de llibre de viatges medievals que es coneixen a Espanya al costat del de Ruy González de Clavijo. D'aquesta obra la historiografia ha destacat fonamentalment el valor documental de la seva descripció de la ciutat de Roma o Constantinoble així com els detalls de la seva trobada amb el viatger italià Niccolò de Conti.
En 1469 es va comprometre amb el senyor d'Aguilar Alfonso Fernández de Còrdova (probablement germà major del Gran Capità) a mantenir la ciutat pel partit d'Enric IV enfront dels atacs dels seus enemics, en ple conflicte successori a la mort de l'infant Alfonso pels drets al tron disputats entre les infantes Juana i Isabel, que aquest mateix any es casava amb Fernando II d'Aragó. Possiblement en aquesta època fos nomenat vint-i-quatre, càrrec que va ostentar fins a 1480. En 1476 seria un dels veinticuatro que van ocupar Fuente Obejuna per a Còrdova, després dels disturbis ocasionats pel comanador de Calatrava Fernán Pérez de Guzmán, esdeveniments històrics que són la base de la comèdia sobre el cas de Lope de Vega. Fins a 1479 hi ha constància documental de la seva activitat, però el 1480 desapareix el seu nom dels registres de les actes capitulars de Còrdova en les quals figurava assíduament fins a aquest moment i el 1484 testimoniatges de la seva dona confirmen que ja havia mort.

## LesAventures i viatges

L'any en què Pedro Tafur va començar el seu viatge pel món, fixant el seu centre neuràlgic a Venècia, a Florència, que també va visitar Tafur, s'acabava la cúpula de la catedral de Santa María del Fiore, una de les obres clau del Renaixement que es va enllestir el 1436 i fou consagrada pel papa Eugeni IV el 25 de març.. Segons el seu testimoniatge a Florència va trobar al papa i a l'emperador

L'obra per la que Pedro Tafur va adquirir anomenada és un llibre de viatges titulat Andanças é viajes de Pero Tafur por diversas partes del mundo avidos , dut a terme de 1435 a 1439 i escrit cap el 1454. En ell relata el seu recorregut realitzat quinze anys abans a través dels tres continents coneguts en la seva època, i va descriure tant les poblacions (de les quals li van interessar especialment les ciutats) com els costums dels seus habitants. També va observar la naturalesa i la fauna, en moltes ocasions exòtica per a un europeu. No deixa de ressenyar la política, la societat, la indústria i el comerç de les terres que va recórrer, contextualitzant històricament aquests aspectes en la mesura dels seus coneixements i de la informació que rebia.
Segons assenyala Francisco Javier Villalba el llibre de viatges o aventures de Tafur manca de qualitat literària i no està escrit per un veritable historiador. Relata els seus viatges utilitzant una prosa simple, primitiva i ingènua, freturosa de l'ambició i la cultura de la gran literatura, però que lluny de ser tosca i monòtona, deixa veure una intel·ligència viva i un agut sentit de l'observació, fets que aporten frescor al seu estil, plagat de detalls curiosos. En resum, la seva obra és considerada generalment com un llibre de viatges, interessant per ser dels pocs medievals que s'han conservat a Espanya, però atípic, entre altres raons per la distància temporal transcorreguda entre la realització de l'itinerari i la seva redacció.

## Contradiccions
L'obra de Pedro Tafur és considerada com una obra autèntica, transcrita d'una única còpia conservada del segle xviii. El llibre, però, té algunes contradiccions importants la causa i origen de les quals és impossible d'esbrinar.

### L'almirall de Xipre
Segons Pedro Tafur, l'almirall de Xipre (mossen Suarez) era castellà.
| «                                                                      | É aquella ora mosen Suarez, Almiralle de Chypre, estava presente, é se llegó á mí muy domésticamente mostrándose ser castellano como yo, é suplicó al Rey é al Cardenal é á la señora madama Inés, que me dexasen yr por su huesped, ... | » |
| — Tractado de las andanças e viajes de Pero Tafur. Pàgina 68, 101/357. | |   |

Aquesta afirmació rotunda és molt diferent de la realitat. Mossèn Galzeran Suaris era d'origen valencià (diversos cops esmentat com a català pels forasters, segons un costum freqüent de l'època).
- Segons la crònica d'Enguerrand de Monstrelet es tractava d'un cavaller català. La seva transcripció del nom era “Gasserant Savari”.[17]

### Possible catalanitat de Pero Tafur
Algunes referències indiquen que Pero Tafur era català. Es tracta d'un error groller dels autors que ho afirmen o la afirmació està basada en cròniques de Xipre poc divulgades?

### Obres
- Ediciones de las Andanzas y viajes de Pedro Tafur en Internet Archive.
- Marcos Jiménez de la Espada (ed. lit.), Andanças é viajes de Pero Tafur por diversas partes del mundo avidos (1435-1439), Madrid, Impr. de M. Ginesta, 1874. Colección de libros españoles raros ó curiosos, t. 8.
- Estudios sobre Pedro Tafur. En dialnet.
- Enrique García Sánchez, «Libros de viaje en la península ibérica durante la Edad Media: bibliografía», Lemir, núm. 14, 2010, págs. 353-402.

### Estudis
- Rafael Beltrán Llavador, «Los libros de viajes medievales castellanos. Introducción al panorama crítico actual: ¿cuántos libros de viajes medievales castellanos?», Revista de Filología Románica, núm. extra 1, 1991, págs. 121-164. Ejemplar dedicado a: Los libros de viajes en el mundo románico. ISSN 0212-999X
- Franco Meregalli, «Las memorias de Pero Tafur» Arxivat 2014-07-20 a Wayback Machine., Dicenda, 6, 1987, págs. 297-305. Archivo en pdf.
- Francisco Javier Villalba Ruiz de Toledo, «El viaje de Don Pero Tafur (1436-1439)», Arbor, 711-712, 2005, págs. 537-550.
- Ramón Jiménez Fraile, «Pedro Tafur: el primer turista español», Sociedad Geográfica Española, núm. 33, 2009, págs. 100-112. ISSN 1577-3531
- Miguel Ángel Pérez Priego, «Encuentro del viajero Pero Tafur con el humanismo florentino del primer cuatrocientos», Revista de Literatura, 2011, enero-junio, vol. LXXIII, núm. 145, págs. 131-142. format pdf. ISSN 0034-849X
- Pablo Castro Hernández, «Un estado de la cuestión sobre las Andanças e viajes de Pero Tafur: discusiones historiográficas y problemáticas de estudio», Revista Electrónica Historias del Orbis Terrarum, 26 de novembre de 2013. format pdf